# Yorkshire (okręg przemysłowy)

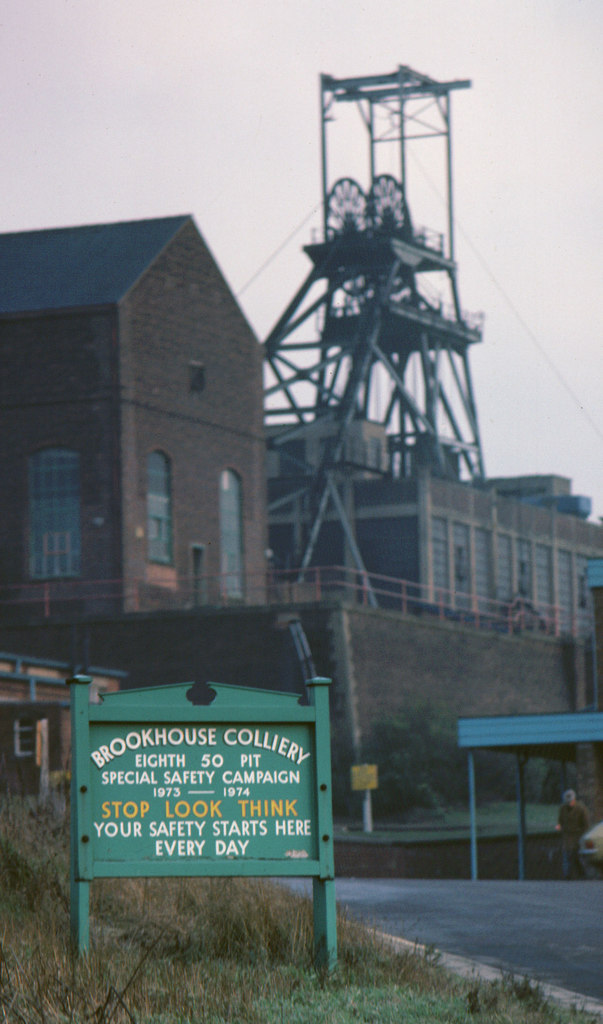
Kopalnia węgla kamiennego Brookhouse, fot. 1977

Okręg przemysłowy Yorkshire - okręg przemysłowy zlokalizowany w środkowej Anglii z głównymi ośrodkami w Leeds i Sheffield. Powstał na bazie złóż węgla kamiennego, rudy żelaza, cynku i ołowiu. Początkowo hutnictwo rozwinęło się w Sheffield, następnie wraz z wyczerpywaniem się surowców i ich importowaniem ze Szwecji, Brazylii i Kanady do portu Kingston upon Hull, powstały nowe ośrodki hutnicze na wybrzeżu, m.in. w Scunthorpe. Stopniowo zanikał na tych terenach także przemysł karbochemiczny, metalowy, włókienniczy i odzieżowy, na koszt przemysłu precyzyjnego, elektronicznego, petrochemicznego i środków transportu.